# Wybrzeże Kości Słoniowej na Letnich Igrzyskach Olimpijskich 1996
Wybrzeże Kości Słoniowej na Letnich Igrzyskach Olimpijskich 1996 reprezentowało 11 zawodników: 10 mężczyzn i 1 kobieta. Był to 8 start reprezentacji Wybrzeża Kości Słoniowej na letnich igrzyskach olimpijskich.

## Skład kadry

### Judo

#### Kobiety
| Zawodnik            | Konkurencja | 1/16 finału      | 1/8 finału                         | Ćwierćfinały     | Półfinały        | Repasaże         | Repasaże         | Repasaże         | Repasaże         | Finał            | Pozycja | Źródło |
| Zawodnik            | Konkurencja | 1/16 finału      | 1/8 finału                         | Ćwierćfinały     | Półfinały        | 1                | 2                | 3                | O brąz           | Finał            | Pozycja | Źródło |
| Zawodnik            | Konkurencja | Przeciwnik Wynik | Przeciwnik Wynik                   | Przeciwnik Wynik | Przeciwnik Wynik | Przeciwnik Wynik | Przeciwnik Wynik | Przeciwnik Wynik | Przeciwnik Wynik | Przeciwnik Wynik | Pozycja | Źródło |
| ------------------- | ----------- | ---------------- | ---------------------------------- | ---------------- | ---------------- | ---------------- | ---------------- | ---------------- | ---------------- | ---------------- | ------- | ------ |
| Marguerita Goua Lou | Waga ciężka | BYE              | Éva Granicz Porażka – ippon (0:03) | NQ               | NQ               | NQ               | NQ               | NQ               | NQ               | NQ               | 14-17.  | [ 1 ]  |

#### Mężczyźni
| Zawodnik      | Konkurencja | 1/32 finału      | 1/16 finału                       | 1/8 finału       | Ćwierćfinały     | Półfinały        | Repasaże                 | Repasaże         | Repasaże         | Repasaże         | Finał            | Pozycja | Źródło |
| Zawodnik      | Konkurencja | 1/32 finału      | 1/16 finału                       | 1/8 finału       | Ćwierćfinały     | Półfinały        | 1                        | 2                | 3                | O brąz           | Finał            | Pozycja | Źródło |
| Zawodnik      | Konkurencja | Przeciwnik Wynik | Przeciwnik Wynik                  | Przeciwnik Wynik | Przeciwnik Wynik | Przeciwnik Wynik | Przeciwnik Wynik         | Przeciwnik Wynik | Przeciwnik Wynik | Przeciwnik Wynik | Przeciwnik Wynik | Pozycja | Źródło |
| ------------- | ----------- | ---------------- | --------------------------------- | ---------------- | ---------------- | ---------------- | ------------------------ | ---------------- | ---------------- | ---------------- | ---------------- | ------- | ------ |
| David Kouassi | Waga lekka  | BYE              | Kwak D.-s. Porażka – ippon (2:57) | NQ               | NQ               | NQ               | A. Ghomi Porażka – shido | NQ               | NQ               | NQ               | NQ               | 13-16.  | [ 2 ]  |

### Kajakarstwo

#### Mężczyźni
| Zawodnik       | Konkurencja | Eliminacje | Eliminacje | Repasaże | Repasaże | Półfinał | Półfinał | Finał | Finał   | Źródło |
| Zawodnik       | Konkurencja | Czas       | Pozycja    | Czas     | Pozycja  | Czas     | Pozycja  | Czas  | Pozycja | Źródło |
| -------------- | ----------- | ---------- | ---------- | -------- | -------- | -------- | -------- | ----- | ------- | ------ |
| Koutoua Abia   | K-1 500 m   | 1:55.208   | 9.         | 1:53.432 | 8.       | NQ       | NQ       | NQ    | NQ      | [ 3 ]  |
| Miezan Edoukou | K-1 1000 m  | 4:31.680   | 8.         | 4:44.155 | 7.       | NQ       | NQ       | NQ    | NQ      | [ 4 ]  |

### Lekkoatletyka

#### Mężczyźni
| Zawodnik                                                  | Konkurencja | Eliminacje | Eliminacje | Ćwierćfinały | Ćwierćfinały | Półfinał | Półfinał | Finał | Finał   | Źródło |
| Zawodnik                                                  | Konkurencja | Czas       | Pozycja    | Czas         | Pozycja      | Czas     | Pozycja  | Czas  | Pozycja | Źródło |
| --------------------------------------------------------- | ----------- | ---------- | ---------- | ------------ | ------------ | -------- | -------- | ----- | ------- | ------ |
| Ahmed Douhou                                              | 100 m       | 10.53      | 5.         | NQ           | NQ           | NQ       | NQ       | NQ    | NQ      | [ 5 ]  |
| Jean-Olivier Zirignon                                     | 100 m       | 22.69      | 9.         | NQ           | NQ           | NQ       | NQ       | NQ    | NQ      | [ 5 ]  |
| Franck Waota                                              | 200 m       | 20.78      | 4.         | NQ           | NQ           | NQ       | NQ       | NQ    | NQ      | [ 6 ]  |
| Franck Waota Ahmed Douhou Eric N'Dri Pacome Ibrahim Meité | 4 × 100 m   | 39.43      | 3. (q)     | —            | —            | 38.99    | 7.       | NQ    | NQ      | [ 7 ]  |

### Tenis ziemny

#### Mężczyźni
| Zawodnik                       | Konkurencja    | 1/16 finału                              | 1/8 finału                                | Ćwierćfinały     | Półfinały        | Finał            | Pozycja | Źródło |
| Zawodnik                       | Konkurencja    | Przeciwnik Wynik                         | Przeciwnik Wynik                          | Przeciwnik Wynik | Przeciwnik Wynik | Przeciwnik Wynik | Pozycja | Źródło |
| ------------------------------ | -------------- | ---------------------------------------- | ----------------------------------------- | ---------------- | ---------------- | ---------------- | ------- | ------ |
| Clément N'Goran Claude N'Goran | Debel mężczyzn | Chen C.-j. / Lien Y.-h. W 2:0 (6:2, 6:2) | J. Eltingh / P. Haarhuis P 0:2 (4:6, 4:6) | NQ               | NQ               | NQ               | 9-16.   | [ 8 ]  |